# 高見和宏
高見 和宏（たかみ かずひろ、1959年12月11日 - ）は、北海道滝川市出身のプロゴルファー。

## 来歴
高校時代はハンマー投の選手としてインターハイ、国体で共に全国2位になり、東海大学に入学してからゴルフを始め、卒業後に習志野カントリークラブに研修生で入る。師匠の尾崎将司に憧れてヘアスタイルを真似ると、ジャンボ軍団に入って長打力を磨いたが、ショットの精度が安定せず10回目の1985年にプロテストで合格。
1986年の美津濃プロ新人、1987年も後援競技のインペリアルトーナメントを勝ち、裏シードでツアー選手の仲間入りを果たす。
その後は飛距離に磨きをかけている内にショートゲームが疎かになり、その内に得意であったはずのドライバーも曲がりだすと、1987年以降は突如として出るフックボールに悩まされ、2日目の後半のホールになるとスコアを乱し、予選落ちをすることを繰り返した。
裏シードを得て出場した最初の年は323万円、1988年は159万円の賞金しか得ることができなかったが、40歳を過ぎてから日本オープンに4回も優勝するという尾崎将の充実したゴルフを素直に敬い、謙虚にその技を盗もうと目を凝らすと躍進。1991年は631万円、ランク104位であったが、1992年には2786万円を稼ぎ出す。
1992年の北海道オープンで後援競技の3勝目を飾ったが、通算10オーバーという、同競技の優勝スコアのワースト記録を塗り替えての優勝であった。
同年の札幌とうきゅうオープンでは3日目まで首位も、試合後に指を負傷するというアクシデントがあり、最終日には74を打って6打差を追い付かれ、湯原信光・芹澤信雄と3人のプレーオフになった。試合は2ホール目に湯原がバーディを奪い、ツアー初優勝を逃した高見は多くの後援者からの慰めの言葉を受けて、飛行場に向った。
1992年から2000年までシード権を守るが、飛ばし屋揃いの中で振り回してスイングリズムを狂わせたりもした。地元の北海道オープンなどのローカルでは勝てるも、ツアーではなかなか勝てなかったが、1994年はユナイテッド航空KSBオープンでは3日目終了時点で8アンダー、2位で同じジャンボ軍団の金子柱憲に6打差、3位の中嶋常幸に7打差をつけて首位に立ち、誰もが高見の優勝を予言。ダイドードリンコ静岡オープンに続く2週連続優勝を密かに狙っていた中嶋まで「明日はサイン会の用意をしておけ」とプレッシャーを含んだ激励を送るほどであったが、試合後の記者会見で2年前の札幌とうきゅうオープンの事を聞かれ、高見は白い歯を見せて笑いながらも「不安です」と言った。最終日の前夜には千葉県鎌ケ谷市の自宅に電話を入れ、妻の後、1週間後に小学校の入学式を迎える長男が電話口に出てきて「優勝カップを持ってきてよ。そしたら空港に迎えに行く」 と言うと、子煩悩な高見はその言葉で笑顔になり、夜は眠ることができた。最終日は金子、中嶋を従えてティオフし、中嶋は2オンに失敗しボギーとなったが、高見は5mの下りスライスを思い切り打ってバーディを奪った。次の2番、231ヤードのパー3でも完璧なショットを放ち、バーディをものにした。6番ではボギーになったが、追ってくる金子・中嶋がスコアを乱していたため、焦りは感じず、7アンダーで金子に6打差を付けてツアー初優勝を飾る。その後は調子を崩しかけたが、日本オープンでは8位タイに入り、優勝した尾崎将によくやったと肩を叩かれた。
1995年のシーズン初めにPGAツアー・ロサンゼルスオープンに出場して予選通過を果たし、その間には後援会が出来上がった。帰国後は5年シードのフィランソロピーで高橋勝成、ブライアン・ワッツ（アメリカ）という力のある優勝経験者とプレーオフを戦い、1ホール目でバーディを奪いツアー2勝目を挙げた。
持ち前の背筋力、握力で飛ばし屋として鳴らしたが、その後は深刻な首痛を患って2001年にシード落ち。
2004年にはシードを復活させ、2006年のサン・クロレラクラシックでは230ヤードの17番パー3で、7番ウッドで打ったティショットが手前からカップに転がり込み、ホールインワンを達成。17番のホールインワン賞200万円は決勝ラウンド2日間のみ適用されたが、高見には20万円が贈られた。
シニア入りする2010年2月には室田淳・加瀬秀樹・宮瀬博文らと共にサイパン島キャンプで初年度に備え、開幕戦のスターツシニアは21位でスタートする。榊原温泉シニア23位、PGAフィランスロピーシニアでは予選落ちの苦汁も飲んだが、皇潤シニアでは14位と上昇。少しずつシニアの雰囲気にも慣れ、楽しくゴルフが出来るようになってきた矢先の5試合目、ファンケルクラシックで優勝する。
ファンケルクラシックは初日に67を出して3位に付け、2日目も68で2位となり、首位のブーンチュ・ルアンキット（タイ）を1打差で追う最終日に朝1番の1番ホールでセカンドがピンに絡むバーディーを出す。スコアの伸びないルアンキットを早々と捕らえて9、10番と続くパー5を連続で取って首位を磐石なものとすると、結局は7バーディー、3ボギーの68をマーク。前日に三好隆がグリーン右のバンカーに落としてトラブルとなり「10」を叩いた18番（パー5）は「三好さんのこともあったし危ないホールだから」と、ドライバーを3Wに持ち替えてティーショットを打つ。池越えの第2打もグリーンは狙わずに7番アイアンで刻み、52度のウェッジで108ヤードの第3打をピン1mにつけて、最後7つ目のバーディーを奪って危なげなく逃げ切った。
その後もコマツオープン、富士フイルム選手権で優勝争いに加わって4位タイに入る活躍で賞金ランク3位とし、2011年は榊原温泉シニア3位タイ、ファンケルクラシック、コマツオープン5位タイなどシニアツアー全8試合に出場して6試合でベスト10入りする好成績で、賞金ランク12位に入った。
2012年のファンケルクラシックでは、9アンダーで並んだ中嶋、フランキー・ミノザ（フィリピン）とのプレーオフで、中嶋が脱落して迎えた2ホール目の18番パー5で10mに2オンさせ、1.5mに寄せる圧巻のバーディー。ミノザが5mのバーディーパットを外し、2年ぶりの優勝が決まった。同年は全8試合に出場し、コマツオープンでも6位に入るなどで賞金ランキング5位に入った。
2013年は9月のコマツオープンでは11アンダーで優勝戦線に食い込んで2位タイ、10月には不慮のケガなどで日本シニアオープンと富士フイルムの2試合を欠場し、賞金ランクも前年の5位から16位に落ちた。
2014年は隔年での優勝を狙ったファンケルクラシックは羽川豊の連覇を許したが、最終日は前半で一時首位に立ち最終ホールまで優勝争いを演じた。一昨年の日本シニアオープンでツアーバンから転倒して左肩を強打し、回復が遅れたため、ファンケル以外は不本意な成績で賞金ランクもシニア入り後最低の29位に甘んじてぎりぎりでシード権を獲得した。
復活をかけた2015年はフィランスロピーで最終日の優勝争いに加わるが、迎えた最終18番で第2打を池に入れて3位に終わった。

## 主な優勝

### レギュラー
- 1986年 - 美津濃プロ新人
- 1987年 - インペリアルトーナメント
- 1992年 - 北海道オープン
- 1994年 - ユナイテッド航空KSBオープン
- 1995年 - PGAフィランスロピートーナメント

### シニア
- 2010年 - ファンケルクラシック
- 2012年 - ファンケルクラシック